# Леонард Ойлер
Леонард Ойлер (на немски: Leonhard Euler) е швейцарски математик, физик и астроном, работил през голяма част от живота си в Русия и Прусия. Смятан е за един от най-великите математици на 18 век, както и за един от най-значимите математици на всички времена. Освен това той е и сред най-плодовитите математици в историята – събраните му съчинения обхващат 60 до 80 тома.
Ойлер е автор на важни открития в различни области на математиката, от математическия анализ до теорията на графите. Той пръв използва голяма част от съвременните обозначения, най-вече в областта на анализа, сред които знаците за функция, косинус, синус, тангенс. Известен е и с работата си в областта на механиката, динамиката на флуидите, оптиката и астрономията.

## Биография

### Ранни години (1707 – 1726)
Роден е на 15 април 1707 година в Базел, Швейцария, в семейството на калвинисткия пастор Паул Ойлер и пасторската дъщеря Маргерите Брукер. Той има две по-малки сестри, Анна Мария и Мария Магдалена. Малко след раждането му семейството се премества в близкия град Риен, където Леонард Ойлер прекарва по-голямата част от детството си. Паул Ойлер е приятел на семейство Бернули и на Йохан Бернули, който е смятан за един от най-изтъкнатите математици на епохата и който оказва силно влияние върху младия Леонард Ойлер.
Ойлер тръгва на училище в Базел, където живее при баба си по майчина линия. На 13 години постъпва в Базелския университет и през 1723 година получава магистърска степен с дисертация, сравняваща философските възгледи на Рене Декарт и Исак Нютон. По настояване на баща си той започва да учи богословие, гръцки език и иврит, подготвяйки се да стане пастор.
По това време всеки съботен следобед Ойлер ходи на уроци при Йохан Бернули, който бързо открива невероятните математически заложби на новия си ученик. Бернули успява да убеди Паул Ойлер, че синът му е предопределен да стане велик математик. На 18-годишна възраст Леонард Ойлер пише първата си научна статия, която веднага е публикувана в лайпцигското списание „Acta eruditorum“. През 1726 година той завършва дисертацията си за разпространението на звука, озаглавена „За звука“ („De sono“).
След завършването на дисертацията си Ойлер прави неуспешни опити да получи преподавателско място в Базелския университет. През 1727 година той се включва в ежегодния конкурс на Парижката академия, в който задачата е да се определи най-доброто разположение на мачтите на кораб. Ойлер се класира втори след Пиер Буге, който по-късно става известен като „бащата на корабната архитектура“. През следващите години Ойлер многократно участва в този конкурс и печели първата награда дванадесет пъти.

### В Санкт Петербург (1727 – 1741)
Докато Ойлер неуспешно си търси постоянна работа в Базел, двамата синове на Йохан Бернули, Даниел и Николас, вече работят за новосъздадената Императорска академия на науките в Санкт Петербург, новата столица на Русия. На 10 юли 1726 година Николас умира от апендицит и Даниел, който заема мястото му в отдела по математика и физика, препоръчва за дотогавашния си пост в отдела по физиология своя приятел Леонард Ойлер. През ноември Ойлер с готовност приема предложението, но забавя заминаването си заради поредното неуспешно кандидатстване за преподавател по физика в Базел.
Леонард Ойлер пристига в Санкт Петербург на 17 май 1727 година и не след дълго е преместен в отдела по математика на академията. Той живее заедно с Даниел Бернули, като двамата често работят в тясно сътрудничество. Ойлер научава руски и свиква с живота в Санкт Петербург, а след време поема и допълнителна работа като лекар във Военноморския флот.
Петербургската академия, основана през 1724 година от император Петър I, си поставя за цел да подобри образованието в Русия и да преодолее изоставането на страната от Западна Европа в областта на науката. По тази причина властите полагат значителни усилия да я направят привлекателна за обещаващи чуждестранни учени като Ойлер. Академията разполага със значителни финансови ресурси и голяма библиотека, формирана с книги на самия император и други представители на аристокрацията. За да се ограничи натоварването на преподавателите, броят на студентите е ограничен. Дейността на академията се фокусира върху изследванията, а преподавателите разполагат с достатъчно време и свобода да се занимават с научни въпроси.
В деня на пристигането на Ойлер в Санкт Петербург умира императрица Екатерина I, която, продължавайки политиката на покойния си съпруг Петър I, покровителства дейността на академията. Нейният наследник Петър II е малолетен, а поелите ръководството на страната представители на аристокрацията се отнасят с подозрение към академията и чуждестранните учени. Те намаляват финансирането им и създават допълнителни проблеми на Ойлер и неговите колеги.
След смъртта на Петър II през 1730 година положението донякъде се подобрява и Леонард Ойлер бързо се издига в академичната йерархия, като през 1731 става професор по физика. Две години по-късно Даниел Бернули, не издържайки цензурата и враждебността на властите в Санкт Петербург, се връща в Базел, а Ойлер заема неговото място начело на отдела по математика.
На 7 януари 1734 година Леонард Ойлер се жени за Катарина Гзел (1707 – 1773), дъщеря на художника Георг Гзел. Семейството се установява в къща на река Нева и двамата имат тринадесет деца, от които оцеляват само трима синове и две дъщери. Някои от потомците на Ойлер заемат важни постове в Русия през 19 век.
През цялата кариера на Ойлер неговото зрение постепенно се влошава. Три години след като едва не умира от треска, през 1735 година той почти ослепява с дясното си око. Самият той обяснява това с изтощителната картографска работа, която извършва за Санктпетербургската академия.
Трудовете на Ойлер от първия му петербургски период са главно в областта на механиката, но скоро той започва успешно да разработва корабостроене, картография, астрономия, теория на редовете и теория на числата. Ойлер е първият, публикувал систематизиран елементарен наръчник по механика през 1736 година.

### В Берлин (1741 – 1766)
Притеснен от продължаващата политическа нестабилност в Русия, Ойлер напуска Санкт Петербург на 19 юни 1741 година и приема предложения му от крал Фридрих Велики пост в Пруската академия на науките. Следващите 25 години той живее в Берлин, където пише над 380 статии, а през 1744 оглавява отдела по математика на академията. Там той публикува и двата свои най-известни труда – „Въведение в анализа на безкрайното“ („Introductio in analysin infinitorum“, 1748), посветен на математическите функции, и „Основи на диференциалното смятане“ („Institutiones calculi differentialis“, 1755), разглеждащ диференциалното смятане, основен дял на математическия анализ.
През 1755 година Леонард Ойлер е избран за чуждестранен член на Кралската шведска академия на науките. Френската академия на науките също оценява несравнимите му успехи, като през същата година го избира за свой 9-и чуждестранен член, макар че нейният устав допуска само 8 чуждестранни членове. През 1759, след смъртта на президента на академията Миер Луи Моро дьо Мопертюи, Ойлер временно изпълнява длъжността на президент, но не получава официално поста. Той работи изключително енергично за изграждането на академията и ревностно се труди за нейното финансиране. Отговаря за публикациите ѝ и за библиотеката, за издаването на календари и карти. Ръководи обсерваторията и администрира ботаническите градини.
Освен ангажиментите си в академията, докато е в Берлин, Ойлер дава уроци на принцесата на Анхалт-Десау, племенница на крал Фридрих, до която той пише повече от 200 писма, по-късно издадени в популярен том, озаглавен „Писма от Ойлер на различни теми от естествената философия, адресирани до една германска принцеса“. Книгата съдържа обяснения по различни въпроси, свързани с физиката и математиката, и предлага интересен поглед към характера и религиозните възгледи на Ойлер. Публикувана в много европейски страни, тя получава по-широко разпространение от всеки от научните му трудове. Популярността на „Писма...“ показва способността на Ойлер да представя научна информация по достъпен за широката публика начин.
В Прусия зрението на Ойлер продължава да се влошава, като Фридрих Велики често го нарича Циклопа. През 1766 година той развива катаракта на здравото си ляво око, като само за няколко седмици ослепява почти напълно. Това обаче почти не се отразява на неговата производителност, тъй като той е известен със способността си да извършва сложни изчисления наум, както и с фотографската си памет. Така например той можел да рецитира от начало до край „Енеида“ на Вергилий, като отбелязва началния и крайния стих за всяка страница. С помощта на технически сътрудници Леонард Ойлер дори увеличава продуктивността на работата си в много области, като през 1775 година завършва средно по един математически труд на седмица.
Въпреки големите заслуги на Леонард Ойлер за престижа на Берлинската академия, в крайна сметка той е принуден да напусне и Прусия. Това донякъде се дължи на личната му несъвместимост с Фридрих Велики, който го смята за неособено изтънчен, особено в сравнение с кръга от философи, които кралят привлича в академията. Сред тях е Волтер, който се ползва със значително влияние пред Фридрих. Ойлер, религиозен и трудолюбив човек, е твърде простоват в своите възгледи и вкусове и в много отношения е противоположност на Волтер. Неособено умел в реториката и склонен да обсъжда теми, които не познава добре, той често се превръща в прицел за остроумието на философа.

### Последни години (1766 – 1783)
След идването на власт на Екатерина Велика политическата обстановка в Русия се стабилизира и през 1766 година, неоценен и дълбоко оскърбен от отношението на крал Фридрих, Ойлер приема поканата да се върне отново в Санктпетербургската академия на науките.
Вторият престой на Леонард Ойлер в Русия е белязан с поредица трагични събития. Пожар в Санкт Петербург през 1771 година унищожава дома му, като самият той едва не загива. През 1773, след 40-годишен брак, умира съпругата му Катарина. Три години по-късно той се жени за нейната полусестра Саломе Абигайл Гзел (1723 – 1794), с която живее до смъртта си.
На 18 септември 1783 година, след обяд със семейството си и докато разговаря със своя колега от академията Андерш Юан Лексел за новооткритата планета Уран и нейната орбита, Леонард Ойлер получава мозъчен кръвоизлив и умира няколко часа по-късно.

## Произведения
Забележителна е невероятната продуктивност на Ойлер. В това отношение той превъзхожда всички математици, а количеството на годишно публикуваните от него страници е значително дори и за романист. Продуктивността на Ойлер надминава възможностите за публикуване както на Берлинската, така и на Санктпетербургската академия – той спокойно може да дава работа на няколко математически института. Геният на Ойлер се проявява и в това, че той създава половината от работите си, когато вече е на практика сляп. Опирайки се на добрата си памет и на невероятното си въображение, той продължава да работи, като диктува на един от помощниците си.
Животът на Ойлер всъщност е почти 60 години творческа дейност, главно в областта на математиката. Той написва 40 книги, около 760 статии за списания и 15 труда по повод на обявени награди, изпълва със записки многобройни бележници и разпраща из Европа няколко хиляди писма. Освен това хиляди негови страници са останали непубликувани. От статистическа гледна точка Ойлер прави по едно откритие всяка седмица. От друга страна, изключителната многостранност на неговите научни постижения подпомага значително развитието на всички дялове на математиката и той се превръща в пример за математиците от следващите поколения.
Най-известните книги сред огромната библиография на Ойлер са:
- „Метод за намиране на криви линии, имащи свойството на максимум или минимум, или решаване на изопериметрични задачи в най-широкия приет смисъл“ („Methodus inveniendi lineas curvas maximi minimive proprietate gaudentes, sive solutio problematis isoperimetrici latissimo sensu accepti“, 1744);
- „Въведение в анализа на безкрайното“ („Introductio in analysin infinitorum“, 1748);
- „Основи на диференциалното смятане“ („Institutiones calculi differentialis“, 1755), оказала голямо влияние върху развитието на математическия анализ;
- „Пълни инструкции по алгебра“ („Vollständige Anleitung zur Algebra“, 1765), започваща с коментар за природата на числата и излагаща подробно въведение в алгебрата, включително формули за решаване на полиномни уравнения;
- „Основи на интегралното смятане“ („Institutionum calculi integralis“, 1768 – 1770);
- „Писма до една германска принцеса“ („Lettres à une Princesse d'Allemagne“, 1768 – 1772);

Най-авторитетното пълно издание на съчиненията на Леонард Ойлер, озаглавено „Пълни съчинения“ („Opera Omnia“), е публикувано през 1911 година от Ойлеровия комитет на Швейцарските академии на науките.

## Принос към науката
Леонард Ойлер работи в почти всички области на математиката – геометрия, анализ, тригонометрия, алгебра и теория на числата, както и в областта на механиката на непрекъснатите среди, лунната теория и други дялове на физиката. Подходът му към математическите въпроси се характеризира с интуитивно улавяне на същественото и необикновено майсторство при боравене с формули. В много области неговият начин на изложение е окончателният и всички знаменити математици от по-късно време го следват.

### Математическа нотация
Със своите многобройни и широко разпространени учебници Леонард Ойлер въвежда и популяризира някои от използваните и днес нотационни конвенции в математиката. Той пръв използва концепцията за функция и за пръв път използва f(x), за да обозначи функцията f на аргумента x. Той установява и съвременните означения на тригонометричните функции, означението e за основата на естествения логаритъм (наричана понякога ойлерово число), гръцката буква Σ за означаване на сума и буквата i за обозначаване на имагинерната единица. Използването на буквата π за означаване на отношението на обиколката на окръжност към нейния диаметър също е популяризирано от Ойлер, въпреки че не той го използва за пръв път.

### Математически анализ
Основните постижения на Ойлер в областта на анализа са изложени в забележителните му учебници „Introductio in analysin infinitorum“ („Увод в анализа на безкрайните“), „Institutiones calculi differentialis“ („Начала на диференциалното смятане“) и „Institutiones calculi integralis“ („Начала на интегралното смятане“), където разработва теорията на редовете, тригонометрията, аналитичната геометрия, теорията на елиминацията, дзета-функцията и др.
Разработването на математическия анализ е основна насока в математическите изследвания през XVIII век, като значителна част от ранното развитие в тази област е свързано със семейство Бернули, лични приятели на Ойлер. Под тяхно влияние изучаването на анализа се превръща в основна тема и в неговата работа. Макар някои от доказателствата на Ойлер, най-вече използването на принципа за общност на алгебрата, да не съответстват на съвременните представи за математическа стриктност, неговите идеи стават основа за значителен напредък в математическия анализ.
Ойлер е известен с разработването и честото използване и на степенни редове, представяне на функциите като сбор на безкрайно много събираеми, като:
{\displaystyle e^{x}=\sum _{n=0}^{\infty }{x^{n} \over n!}=\lim _{n\to \infty }\left({\frac {1}{0!}}+{\frac {x}{1!}}+{\frac {x^{2}}{2!}}+\cdots +{\frac {x^{n}}{n!}}\right)}
Всъщност Ойлер директно доказва възможността за развиване в степенни редове на експоненциалната функция и аркустангенса, макар че непряко доказателство за това е изведено още от Исак Нютон и Готфрид Лайбниц в края на XVII век. Смелото използване на степенни редове позволява на Ойлер да реши през 1735 година (през 1741 година той публикува подобрено решение) т.нар. Базелска задача:
{\displaystyle \sum _{n=1}^{\infty }{1 \over n^{2}}=\lim _{n\to \infty }\left({\frac {1}{1^{2}}}+{\frac {1}{2^{2}}}+{\frac {1}{3^{2}}}+\cdots +{\frac {1}{n^{2}}}\right)={\frac {\pi ^{2}}{6}}}
Сред нововъведенията на Леонард Ойлер е и използването на експоненциалната функция и логаритмите в аналитичните доказателства. Той открива начини за представяне на различни логаритмични функции чрез степенни редове и успешно дефинира логаритми от отрицателни и комплексни числа, като по този начин значително разширява областта на приложение на логаритмите в математиката. Ойлер дефинира и експоненциалната функция за комплексни числа, като открива нейната връзка с тригонометричните функции. Според формулата на Ойлер за всяко реално число φ комплексната експоненциална функция изпълнява условието:
{\displaystyle e^{i\varphi }=\cos \varphi +i\sin \varphi .\,}
Частен случай на тази формула е равенството на Ойлер:
{\displaystyle e^{i\pi }+1=0\,}
определено от физика Ричард Файнман като „най-забележителната формула в математиката“, тъй като използва по веднъж събиране, умножение, степенуване, равенство и основните константи 0, 1, e, i и π, а през 1988 година читателите на списание „Математикал Интелиджънсър“ го определят за „най-красивата математическа формула на всички времена“. Пряко следствие от формулата на Ойлер е формулата на Моавр.
Ойлер работи и върху теорията на трансцендентните функции, като въвежда гама-функцията и създава нов метод за решаване на уравнения от четвърта степен. Той открива и начин за изчисляване на интеграли с комплексни граници, важна стъпка преди формирането на съвременния комплексен анализ. Ойлер въвежда и вариационното смятане и извежда най-известния резултат от него, уравнението на Ойлер – Лагранж.
Леонард Ойлер е сред първите математици, които използват методи от анализа за решаване на задачи от областта на теорията на числата. С това той свързва два отделни клона на математиката, създавайки аналитичната теория на числата. Поставяйки началото на тази нова област, създава теориите за обобщените хипергеометрични редове, хиперболичните тригонометрични функции и аналитичната теория на обобщеното непрекъснато делене. Например, Ойлер доказва безкрайността на простите числа, използвайки разходимостта на хармоничния ред, и използва методи от анализа, за да придобие известна представа за разпределението на простите числа. Приносът на Ойлер в тази област довежда до създаването на теоремата за разпределението на простите числа.

### Теория на числата
През 1744 той публикува първото изложение на вариационното смятане. Важни негови постижения са ойлеровата теорема за многостените, ойлеровата права, ойлеровата константа, квадратичният закон за реципрочността, решението на задачата за къонигсбергските мостове, както и установяването, че естественият логаритъм е безкрайно многозначен.

### Теория на графите
Първата работа по теория на графите е статията на Ойлер за Кьонигсбергските мостове (1736). Тя остава единствена в течение на 100 години.
Взаимното разположение на седемте моста в Кьонигсберг навежда математика Ойлер на размисли, които стават основа за възникването на теорията на графите. Отдавна сред жителите на Кьонигсберг била разпространена такава задача: как може да се премине и то само по веднъж по всичките мостове? Много кьонигсбергчани се опитвали да решат тази задача, както теоретически, така и практически, по време на разходките си. Но никому не се удавало да докаже, че това даже теоретически е невъзможно.
През 1736 година задачата за седемте моста заинтересувала Ойлер, за което той написва в писмо до италианския математик и инженер Мариони. В това писмо Ойлер пише за това, че е намерил правило, по което лесно се определя, може ли да премине по всички мостове, без да се мине два пъти по някой от тях (в случая със седемте моста на Кьонигсберг това е невъзможно).
Създадената от Ойлер теория на графите намира много широко приложение. Използва се и при изучаване на транспортните и комуникационни системи, в частност, за маршрутизация на данните в Интернет.

### Физика и астрономия
Ойлеровият „Учебник по механика“ (1736) съдържа първото аналитично изложение на Нютоновата динамика.
Съществени са приносите на Ойлер и в астрономията, в теорията на Луната и небесната механика, в корабостроенето, картографията, оптиката, хидравликата и др. Занимава се и с въпроси от областта на философията и музиката.

## Наследство
Първоначално Ойлер е погребан до първата си съпруга Катарина в Смоленското лутеранско гробище на Василевския остров в Санкт Петербург. През 1785 година Академията на науките поставя мраморен бюст на Ойлер на пиедестал до мястото на директора, а през 1837 година – и надгробен паметник. При честванията на 250-ата годишнина от рождението на Ойлер надгробният паметник и останките му са пренесени в Александро-Невската лавра.
Ойлер е изобразен на шестата серия на банкнотите от 10 швейцарски франка, както и на множество швейцарски, германски и руски пощенски марки. Астероидът 2002 Ойлер е наречен в негова чест. Ревностен християнин и отявлен противник на известни атеисти от неговата епоха, Ойлер е включен в календара на светците на Лутеранската църква, като паметта му се отбелязва на 24 май.